# Mooz HD
Mooz HD a fost un post de televiziune care a aparținut companiei MoozTV SRL și a fost distribuit în exclusivitate în rețelele Orange România și Orange Romania Communications. Postul a emis videoclipuri in format HD 24/24. A fost recepționat pe rețele de televiziune prin cablu și satelit menționate anterior. 
Pe lângă Mooz HD, compania mai deține și canalele Mooz Hits (hiturile actuale), Mooz Dance (muzică electronică & dance), Mooz Ro (muzică românească) și Mooz Dance HD (Mooz Dance în format HD).
Pe 4 aprilie 2023, canalul Mooz HD a fost închis și a fost înlocuit de Mooz Dance HD.

## Lansare
Postul a fost lansat în mai 2011 pe platforma IPTV de la Romtelecom și pe site-ul dolcetv.ro sub numele de Mooz Hits HD, din noiembrie 2011 a schimbat numele in Mooz HD.